# Karl von Strachwitz
Joseph Emanuel Karl Graf von Strachwitz (* 20. August 1809 in Sakrau; † 25. September 1872 in Frankfurt am Main) war ein preußischer Generalmajor.

## Leben

### Herkunft
Karl war ein Sohn des Herrn auf Sakrau Franz Graf von Strachwitz (1782–1845) und dessen Ehefrau Karoline, geborene Hentschel von Gilgenheimb (1790–1826). Seine Schwester Anna Maria (* 1826) war mit dem preußischen Generalleutnant Karl von Kraewel verheiratet.

### Militärkarriere
Strachwitz besuchte das Gymnasium in Ratibor und trat am 16. August 1826 als Musketier in das 23. Infanterie-Regiment der Preußischen Armee ein. Er avancierte bis Mitte September 1830 zum Sekondeleutnant, war vom 1. März 1843 bis zum 31. Dezember 1846 als Kompanieführer im III. Bataillon des 23. Landwehr-Regiment in Ratibor kommandiert und stieg zwischenzeitlich zum Premierleutnant auf. Nach seiner Rückkehr wurde er am 9. Juli 1850 zum Hauptmann befördert und zum Kompaniechef ernannt. Unter Stellung à la suite wurde Strachwitz am 8. Mai 1855 zur Führung des Seebataillons kommandiert. Er schied am 6. Dezember 1855 aus der Armee aus und kam zur Marine, dort wurde er am 16. Dezember 1855 zum Major und Kommandeur des Seebataillons ernannt. Am 18. Oktober 1861 erfolgte seine Beförderung zum Oberstleutnant. Er kehrte am 29. April 1862 in die Armee zurück und wurde Kommandeur des 69. Infanterie-Regiments. Dort erhielt er am 1. März 1863 seine Beförderung zum Oberst und anlässlich des Ordensfestes wurde er im Januar 1864 mit dem Roten Adlerorden III. Klasse mit Schleife ausgezeichnet. Am 19. Mai 1866 wurde er mit Pension zur Disposition gestellt, außerdem erhielt er die Erlaubnis zum Tragen der Uniform des 69. Infanterie-Regiments. Am 3. Januar 1867 erhielt er den Charakter als Generalmajor.
Er starb am 25. September 1872 in Frankfurt am Main.

### Familie
Strachwitz heiratete am 28. September 1841 in Neiße Rosamunde von Pfuel (1812–1889), eine Tochter des Generals Friedrich Heinrich Ludwig von Pfuel. Das Paar hatte mehrere Kinder:
- Johann Karl Friedrich (1843–1887), preußischer Leutnant ⚭ 1884 Flora Hoffmann (* 1846)
- Arthur Viktor (* 1846)
- Günther Karl Boromäus Joachim (1851–1911)

⚭ 1892 (geschieden 1900) Evagh Toone Justice (1858–1938)
⚭ 5. August 1902 (geschieden 12. Januar 1903) Auguste Lukoszus geschiedene Paustion (1872–1909)
⚭ 26. August 1903 Frieda Anna Auguste Gerwitz (* 1875)